# ATP Challenger Shenzhen
Das ATP Challenger Shenzhen (offizieller Name: Pingshan Open) war ein zwischen 2014 und 2019 jährlich stattfindendes Tennisturnier in Shenzhen, China. Es war Teil der ATP Challenger Tour und wurde im Freien auf Hartplatz ausgetragen.

## Siegerliste

### Einzel
| Jahr | Sieger           | Finalgegner        | Ergebnis      |
| ---- | ---------------- | ------------------ | ------------- |
| 2019 | Marcos Baghdatis | Stefano Napolitano | 6:2, 3:6, 6:4 |
| 2018 | Ilja Iwaschka    | Zhang Ze           | 6:4, 6:2      |
| 2017 | Yūichi Sugita    | Blaž Kavčič        | 7:66, 6:4     |
| 2016 | Dudi Sela        | Wu Di              | 6:4, 6:3      |
| 2015 | Blaž Kavčič      | André Ghem         | 7:5, 6:4      |
| 2014 | Gilles Müller    | Lukáš Lacko        | 7:64, 6:3     |

### Doppel
| Jahr | Sieger                                   | Finalgegner                          | Ergebnis          |
| ---- | ---------------------------------------- | ------------------------------------ | ----------------- |
| 2019 | Hsieh Cheng-peng (2) Christopher Rungkat | Li Zhe Gonçalo Oliveira              | 6:4, 3:6, [10:6]  |
| 2018 | Hsieh Cheng-peng (1) Rameez Junaid       | Denys Moltschanow Igor Zelenay       | 7:63, 6:3         |
| 2017 | Sanchai Ratiwatana Sonchat Ratiwatana    | Hsieh Cheng-peng Christopher Rungkat | 6:2, 6:75, [10:6] |
| 2016 | Luke Saville Jordan Thompson             | Saketh Myneni Jeevan Nedunchezhiyan  | 3:6, 6:4, [12:10] |
| 2015 | Gero Kretschmer Alexander Satschko       | Saketh Myneni Divij Sharan           | 6:1, 3:6, [10:2]  |
| 2014 | Sam Groth Chris Guccione                 | Dominik Meffert Tim Pütz             | 6:3, 7:65         |